# Низькогір'я

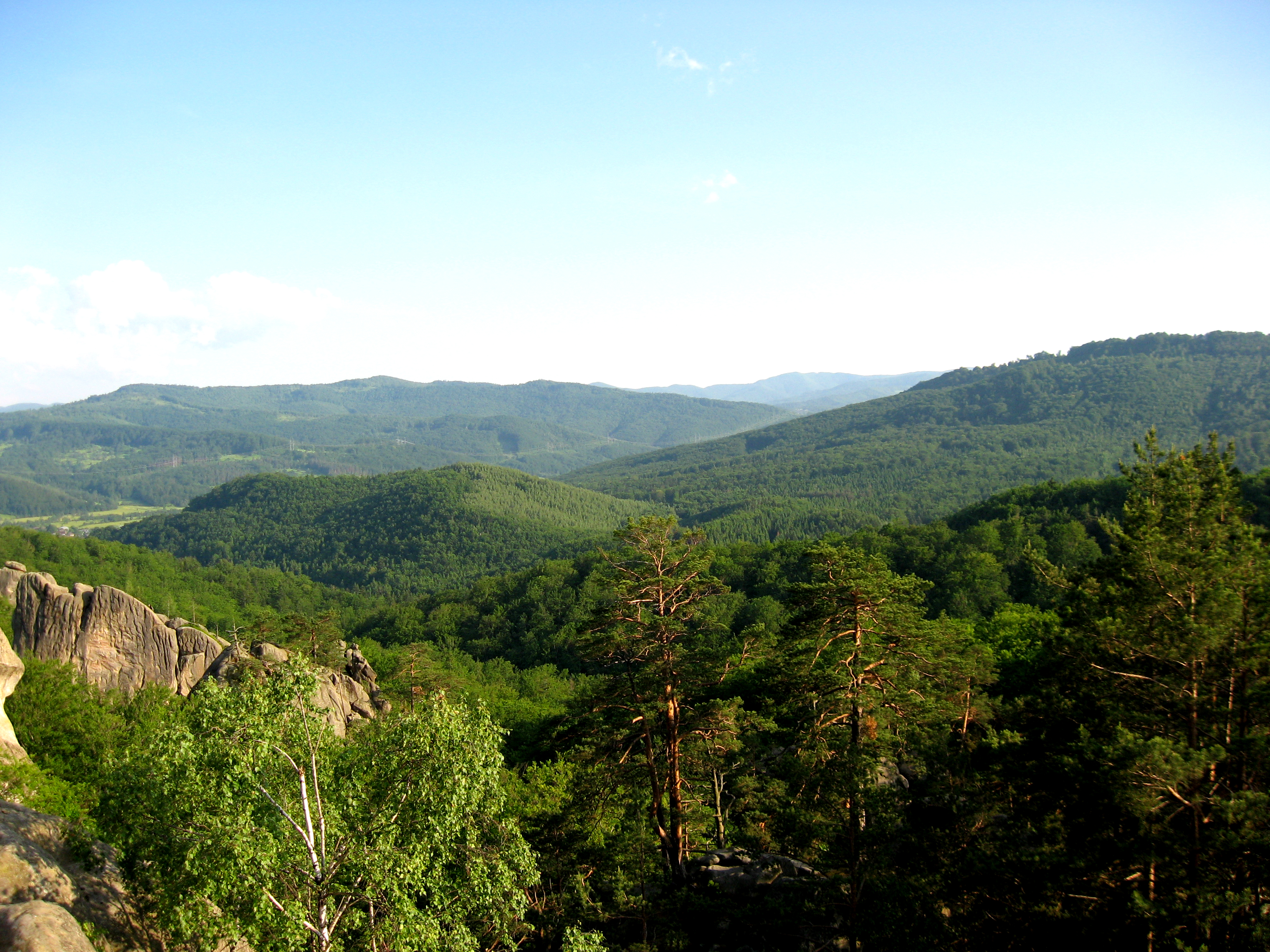
Низькогір'я в районі Сколівських Бескидів

Низькогі́р'я — невисокі гори заввишки до 1000 м, хоч окремі вершини можуть бути й вищі. Зазвичай низькогір'я мають м'які, округлі обриси хребтів та вершин. Через малу висоту поясність у них виражена дуже слабко, але спостерігається вплив крутизни та експозиції схилів, відсутності чи наявності кори вивітрювання. Низькогір'я зазвичай трапляються на околицях великих гірських масивів і є фактично їхнім переходом у рівнину. 
В Українських Карпатах низькогір'я характерні для Вулканічного хребта, периферійних ділянок Бескидів, Зовнішніх Ґорґан та Покутсько-Буковинських Карпат.
Низькогір'ям часто називають невисокі гори взагалі, а не лише ті, які нижчі 1000 метрів, тому можна зустріти фрази, наприклад, «в умовах низькогір'я на висоті 1300—1400 метрів над рівнем моря», хоч з формально-географічного погляду це неправильно.